# Frank Keenan
Frank Keenan (8 de abril de 1858 – 24 de febrero de 1929) fue un actor y director teatral, además de actor cinematográfico, de nacionalidad estadounidense, activo en la época del cine mudo. Fue uno de los primeros actores teatrales convertidos en estrellas del cine, medio en el cual trabajó a lo largo de numerosos años.

## Biografía
Nacido en Dubuque, Iowa, Keenan se educó en dicha población y en el Boston College.

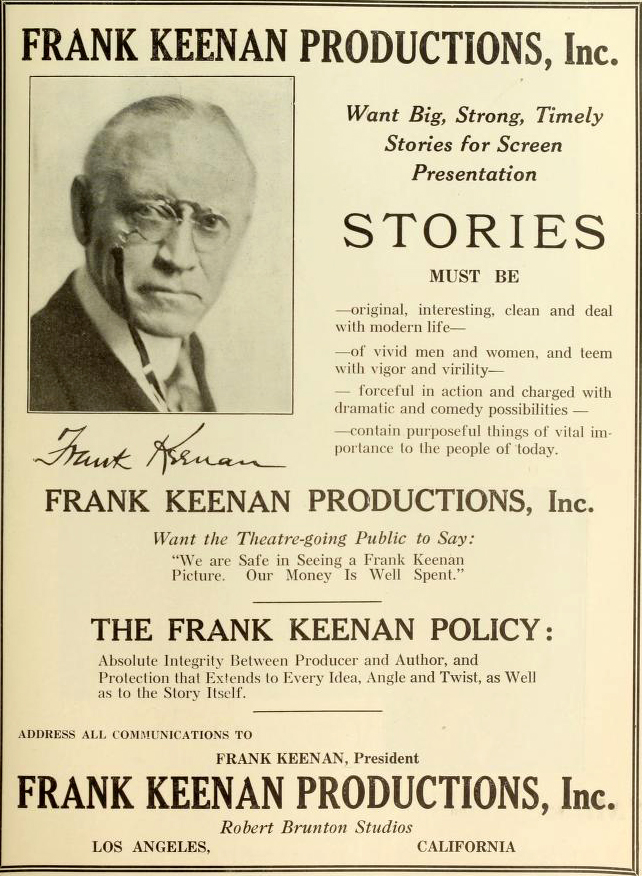
Publicidad de 1919

En Nueva York se convirtió en una estrella, un celebrado intérprete de Shakespeare que se especializó en la representación de El rey Lear. Fue un ídolo del circuito de Broadway, y su nombre aparecía en lo más alto de los programas. Actuó en éxitos como The Capitol, A Poor Relative y The Girl of the Golden West. Otro de sus papeles fue el del título en Macbeth, junto a Nance O'Neil. Incluso llegó a dirigir durante un breve tiempo un teatro propio, el Berkeley Lyceum de Nueva York, con el cual logró el reconocimiento, tanto como actor como director.
Keenan debutó en la pantalla bajo la dirección de Reginald Barker en The Coward. Su última interpretación teatral, con 68 años de edad, fue con el papel de un coronel sudista en la obra Black Velvet. Además de su labor interpretativa, Keenan dirigió la Actors Equity Association. 
Keenan estuvo varios años casado con Katherine Agnes Long, que a menudo actuaba con él. La pareja tuvo dos hijas, Frances (1886) e Hilda (1891), quienes fueron actrices de éxito. Katherine falleció en 1924, y ese mismo año él se casó en Honolulu con una joven profesora de música, Margaret White, de Los Ángeles, de la cual se divorció en 1927. Keenan volvió a casarse en 1928, con 70 años de edad, con una antigua actriz de 41, Leah May, de Atlanta, Georgia. Su hija Hilda fue la madre del actor Keenan Wynn.
Frank Keenan falleció a causa de una neumonía en su mansión de Hollywood, California, y fue enterrado junto a su esposa en el Cementerio Hollywood Forever.

## Filmografía

### Actor
| - The Gilded Butterfly (1926) - When the Door Opened (1925) - East Lynne (1925) - My Lady's Lips (1925) - The Dixie Handicap (1924) - Women Who Give (1924) - Scars of Jealousy (1923) - Brass (1923) - Hearts Aflame (1923) - Lorna Doone (1922) - Dollar for Dollar (1920) - Smoldering Embers (1920) - Brothers Divided (1919) - The False Code (1919) - The World Aflame (1919) - The Master Man (1919) - Gates of Brass (1919) - The Silver Girl (1919) - Todd of the Times (1919) - The Midnight Stage (1919) - The Bells (1918) - More Trouble (1918) | - Ruler of the Road (1918) - Loaded Dice (1918) - Public Defender (1917) - The Crab (1917) - The Bride of Hate (1917) - The Sin Ye Do (1916) - Jim Grimsby's Boy (1916) - The Thoroughbred (1916) - Honor Thy Name (1916) - The Phantom (1916) - The Stepping Stone (1916) - The Despoiler (1915) - The Long Chance (1915) - The Coward (1915) - Desert Thieves (1914) - Love vs Duty (1914) - The Bells of Asti (1914) - The Hunchback - The Fisherman; Or, Men Must Work and Women Must Weep (1909) - Judge Not That Ye Be Not Judged (1909) |

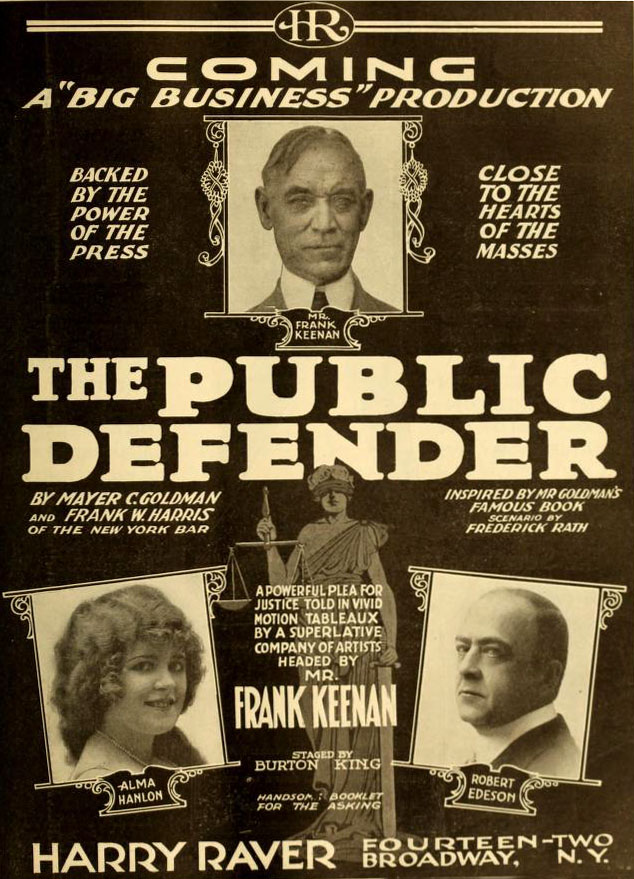
The Public Defender (1917)
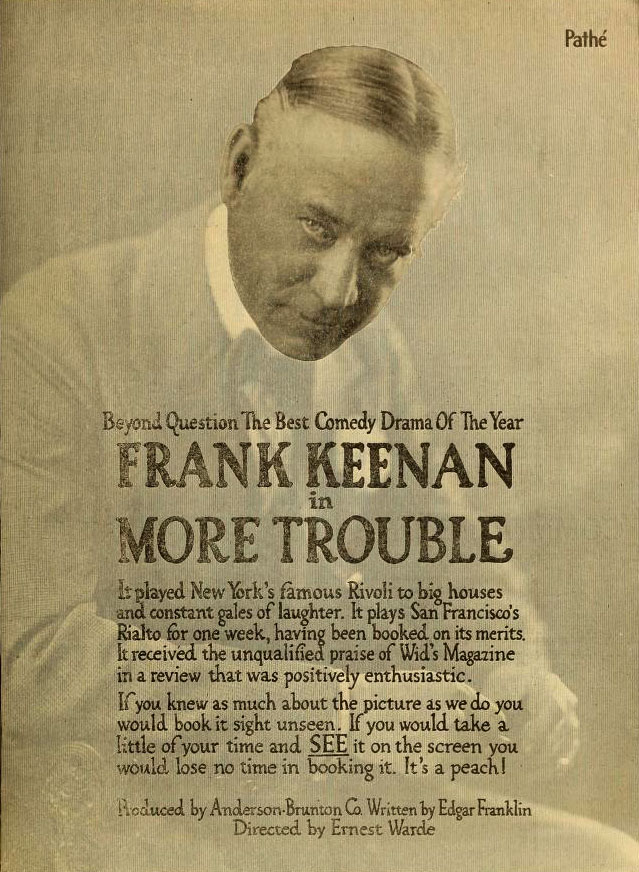
More Trouble (1918)
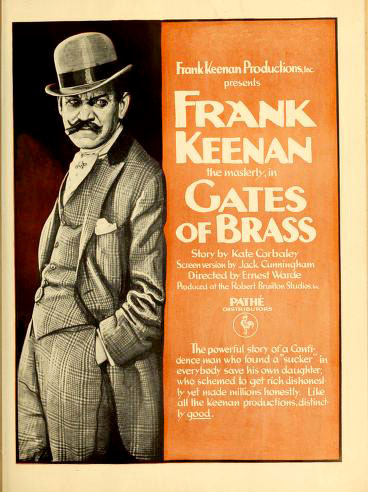
Gates of Brass (1919)

### Director
| - Dollar for Dollar (1920) - Smoldering Embers (1920) | - Brothers Divided (1919) - The Silver Girl (1919) |

### Productor
- Brothers Divided (1919)

### Guionista
- The World Aflame (1919)

## Obras teatrales
| - Sherlock Holmes (1928) - Peter Weston (1923) - Hon. John Grigsby (1902) - At the Threshold (1905) - Strolling Players (1905) - The System of Dr. Tarr (1905) | - The Lady Bookie (1905) - The Lady Across the Hall (1905) - A Passion in the Suburb (1905) - The Cardinal's Edict (1905) - A Woman's Pity (1905) - The Warrens of Virginia (1907) |